# Museo Internacional de Arte Popular del Mundo
El Museo Internacional de Arte Popular del Mundo es un museo de arte popular que reúne la colección del crítico de arte Juan Ramírez de Lucas ubicado en la ciudad española de Albacete.
Tiene su sede actual en la antigua casa consistorial de Albacete, situada en la histórica plaza del Altozano de la capital, donde comparte instalaciones con el Museo Municipal de Albacete.

## Historia
El museo, inaugurado en 2008, acoge la colección de más de 20 000 piezas de arte popular procedentes de todo el mundo reunidas por el crítico de arte albaceteño Juan Ramírez de Lucas, cedidas al Ayuntamiento de Albacete con tal fin en la década de 1990.

## Colecciones

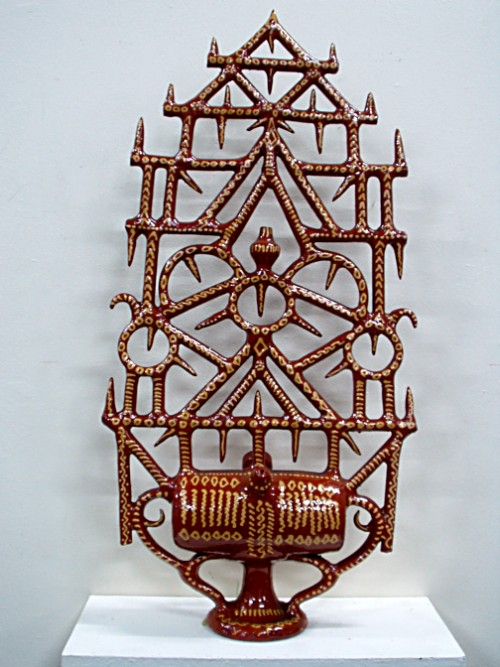
Botijo de peineta realizado en los alfares de Alba de Tormes (Salamanca) de la colección de cerámica del museo

La colección reúne la actividad artesana de culturas y pueblos de los cinco continentes desde la segunda mitad del siglo xx. La variedad de materiales y procedencias de los objetos se clasifica en tres grandes ámbitos titulados: «Ciclo de la Naturaleza», «Ciclo de la Vida» y «Ciclo de las Ideas». Las piezas, a su vez, están catalogadas en las siguientes categorías ordenadas alfabéticamente: armas, belenismo, cerámica, cestería, comestible, cristal, estampería popular, fiesta popular, indumentaria, instrumentos musicales, juguetes, mágico ritual, máscaras, marionetas, material escolar, metal, mobiliario, muñecos, ornamental, papel, pintura, retablos, textil, uso personal, utensilios de cocina y utensilios del hogar.